# Gulf Breeze
Gulf Breeze è una città della Contea di Santa Rosa a sud di Pensacola, in Florida, Stati Uniti d'America.

## Geografia fisica
Secondo L'United States Census Bureau, Gulf Breeze occupa una superficie di 61,02 km², di cui 12,12 km² di terraferma e 49,9 km² (l'80,13%) di acqua.

## Società

### Evoluzione demografica
Secondo il censimento degli USA del 2010, Gulf Breeze ha una popolazione di 5.763 abitanti, con una densità di popolazione di 94,44 abitanti per km². La popolazione è composta per il 95,75% da bianchi americani, per lo 0,35% da afroamericani, per l'1,42% da asioamericani, per lo 0,59% da nativi americani, per lo 0,02% da isolani dell'Oceano Pacifico, per lo 0,18% da altre razze e per l'1,06% da individui appartenenti a due o più razze. Gl'ispano-americani rappresentano l'1,36% della popolazione.